# Jeu de Robin et Marion
Il Jeu de Robin et Marion è reputato il più antico testo teatrale profano francese con musica, ed è l'opera più famosa di Adam de la Halle.
La storia è una drammatizzazione di un genere tradizionale di canzone francese medievale, la pastourelle.  Tipicamente, questo genere racconta di un incontro tra un cavaliere e una pastorella, spesso di nome Marion. La versione della storia di Adam de la Halle pone maggior enfasi sulle attività di Marion, del suo amante Robin e dei loro amici dopo che lei resiste alle proposte del cavaliere.
La Pastorella (componimento), che venne rappresentata a Napoli davanti alla corte angioina probabilmente nel 1283, è composta da dialoghi inframmezzati da canzoni e Refrainpopolari contemporanee. Le melodie di queste ultime hanno i caratteri della musica folkloristica, e sono più spontanee e melodiche rispetto alle più elaborate canzoni e mottetti di Adam de la Halle.
Un adattamento, per opera di Julien Tiersot e realizzato da una compagnia della Paris Opera Comique, venne messo in scena ad Arras nel 1896 durante un festival dedicato a Adam de la Halle.
Bibliografia
Rosanna Brusegan (a cura di) Adam de la Halle. Teatro. La commedia di Robin e Marion. La Pergola, Marsilio 2004.
Massimo Di Vincenzo (a cura di) Adam de la Halle. Le jeu de Robin et Marion: ipotesi per una regia, Bulzoni Editore 2023. 
Collegamenti esterni
- https://www.ibs.it/teatro-commedia-di-robin-marion-libro-adam-de-la-halle/e/9788831780506
- https://www.bulzoni.it/it/catalogo/le-jeu-de-robin-et-marion.html

- (EN) The Play of Robin and Marion, su Enciclopedia Britannica, Encyclopædia Britannica, Inc.
- (FR) Bibliografia su Jeu de Robin et Marion, su Les Archives de littérature du Moyen Âge.

| Controllo di autorità | VIAF (EN) 1407145857089622922005 · LCCN (EN) no98072693 · GND (DE) 1088065007 · BNF (FR) cb14013709p (data) · J9U (EN, HE) 987007567895305171 |